# 奈德灵
奈德灵是奥地利下奥地利州圣帕尔滕兰县的一个市镇。总面积18.57平方公里，总人口1412人，人口密度76.0人/平方公里（2005年）。